# Kochanów (powiat przysuski)
Kochanów – wieś w Polsce, położona w województwie mazowieckim, w powiecie przysuskim, w gminie Borkowice. Ma status sołectwa.
| SIMC    | Nazwa   | Rodzaj     |
| ------- | ------- | ---------- |
| 0615428 | Nowinki | przysiółek |

W latach 1975–1998 wieś należała administracyjnie do województwa radomskiego. 
Wierni Kościoła rzymskokatolickiego należą do parafii Najświętszego Serca Jezusowego w Nadolnej.